# Otto Bier
Otto Guilherme Bier (Rio de Janeiro, 26 de março de 1906 – São Paulo, 22 de novembro de 1985) foi um pioneiro imunologista e bacteriologista brasileiro, umas das principais autoridades em ambas as áreas no país.
Patrono da cadeira 104 da Academia de Medicina do Estado de São Paulo, foi também um dos membros fundadores, em 8 de novembro de 1948, da Sociedade Brasileira para o Progresso da Ciência (SBPC), fez parte do grupo que fundou a Escola Paulista de Medicina (EPM), e é autor de obras de referência em imunologia e bacteriologia, formando os principais profissionais do país. Descobriu as reações antígeno-anticorpo, particularmente em fixação do complemento como método de diagnóstico de doenças infecciosas.

## Biografia
Otto nasceu em 26 de março de 1906 na cidade do Rio de Janeiro em uma família humilde. Cursou o Colégio Pedro II e ingressou na Faculdade de Medicina do Rio de Janeiro em 1922, com apenas 16 anos, formando-se em 1928. Para conseguir se manter no curso, tocava violino junto do irmão, que tocava piano, nos Cine-Theatros da então Avenida Central, hoje a Avenida Rio Branco na Cinelândia, e na Tijuca e em Copacabana. O trabalho rendia 2$000 réis por mês e garantia seu sustento enquanto cursava a faculdade.
Tocar violino para o público garantiu a convivência com compositores como Pixinguinha, a quem ele mais tarde chamou de "gênio do chorinho", e seu irmão Otávio Vianna, o “China”; Benedito Lacerda, Cândido Pereira da Silva, o Candinho Trombone; Anacleto de Medeiros, Catulo da Paixão Cearense, Joaquim Antônio da Silva Callado e Ernesto Nazareth.
Em 1925, ainda estudante, Otto fez um curso de aperfeiçoamento em bacteriologia e imunologia no Instituto Oswaldo Cruz com Antônio Cardoso Fontes, momento em que pôde conviver e trabalhar com Carlos Chagas, Henrique Aragão, Thales Martins e Evandro Chagas. Sua inclinação não era para a medicina prática, mas sim para a experimental, o que o levou aos laboratórios. Foi bastante influenciado pelo médico sanitarista, patologista e bacteriologista Henrique da Rocha Lima que, em 1928, viria de Manguinhos para São Paulo para dirigir a Divisão de Biologia Animal do Instituto Biológico, criado em 27 de dezembro de 1927. O Instituto Biológico se tornaria o centro da biomedicina brasileira entre as décadas de 1930 e 1950.

## Carreira
A convite de seu ex-professor na faculdade, Genésio Pacheco, Otto viria a trabalhar com Adolfo Martins Penha, Celso Rodrigues e José Reis no Instituto Biológico de São Paulo, onde organizou a Seção de Bacteriologia da instituição. Em 1934 Otto passou a dirigir o Serviço de Sorologia, transformando-se mais tarde na Secção de Imunologia.
Em 1933, Otto fez parte do grupo que fundou a Escola Paulista de Medicina (EPM), a atual Universidade Federal de São Paulo (Unifesp), tornando-se então professor catedrático de microbiologia e imunologia até 1968. Por três meses, durante o ano de 1936, Otto estagiou em laboratórios na Alemanha e na Suíça, recebendo em seguida a Bolsa Guggenheim para estagiar na Universidade de Columbia (1941-1942 e 1946-1947) por duas vezes, e em Nova Iorque, onde trabalhou no laboratório de imunologia de Michael Heidelberger, onde um grupo de cientistas desenvolvia a técnica da imunoquímica. Nesse período, ele desenvolveu pesquisas sobre o complemento e aspectos quantitativos da fixação desse sistema.

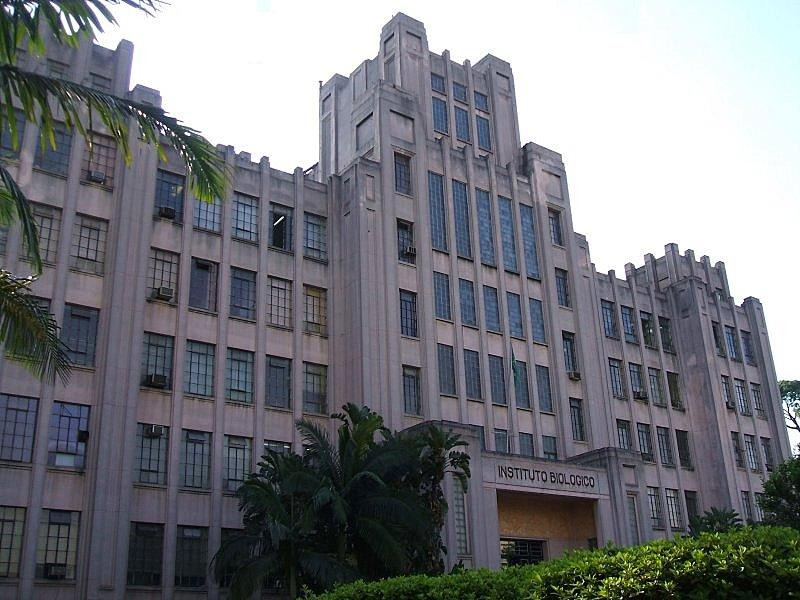
Instituto Biológico de São Paulo, 2008

Otto trabalhou como imunologista do Instituto Biológico de 1929 a 1955, ano em que se aposentou. Em 8 de novembro de 1948, foi um dos membros fundadores da Sociedade Brasileira para o Progresso da Ciência (SBPC), sendo um de seus conselheiros já na primeira gestão, Jorge Americano como presidente e Maurício Rocha e Silva como vice-presidente. Em 1951 esteve no laboratório do professor Pierre Grabar, no Instituto Pasteur de Paris.
Além de suas pesquisas em imunoquímica, Otto também se destacou nos estudos sobre anafilaxia cutânea passiva. Em 1951 tornou-se um dos conselheiros do recém-criado Conselho Nacional de Desenvolvimento Científico e Tecnológico (CNPq). Junto de outros nomes de referência nas ciências básicas brasileiras, Otto foi membro fundador da Sociedade Brasileira de Fisiologia, em 10 de agosto de 1957.
Otto foi autor de importantes contribuições em reações antígeno-anticorpo, particularmente em fixação do complemento como método de diagnóstico de doenças infecciosas. Nos anos 1960 notou a importância que conhecimentos de imunologia teriam entre as ciências biomédicas. Junto de Ivan Mota, foi fundamental para a formação das primeiras gerações de imunologistas brasileiros. Juntos eles desenvolveram o centro de formação de imunologistas onde orientaram projetos e teses de estudantes que participavam dos cursos por eles ministrados. Os alunos com melhor desempenho recebiam bolsas para estagiar em laboratórios no exterior.
Com recursos obtidos junto à Capes e à Fundação Ford, Otto criou o primeiro curso de treinamento em imunologia no Departamento de Microbiologia e Imunologia da EPM, cujos objetivos eram preparar seis novos imunologistas por ano e desenvolver pesquisas básicas em imunologia, grupo que foi o núcleo responsável pelo estabelecimento do Centro de Imunologia da Organização Mundial da Saúde sediado na EPM. O centro foi estabelecido em 1965 e após a aposentadoria de Otto da Escola Paulista de Medicina, em 1969, o curso foi transferido para o Instituto Butantan até seu encerramento em 1983.
Otto foi diretor do Instituto Butantan, diretor do Instituto Biológico e coordenador dos Institutos de Pesquisa da Secretaria de Saúde do estado de São Paulo. Foi diretor da Sociedade Brasileira de Imunologia nos dois primeiros mandatos, 1972-1977 e 1978-1980.
Foi o autor de cerca de 140 artigos científicos publicados em revistas nacionais e internacionais junto de outros renomados cientístas brasileiros. Mesmo aposentado, em 1978, ainda trabalhando no Instituto Butantan, Otto tomou posse na Academia de Ciências do Vaticano, onde apresentou o artigo Immunological and Epidemiological Speculations on Leprosy, em coautoria com Osvaldo Augusto Sant’Anna.

## Morte
Otto morreu em 22 de novembro de 1985, na cidade de São Paulo, aos 79 anos. O Laboratório de Análises Clínicas Otto Bier, no Rio de Janeiro, leva seu nome em sua homenagem. A Biblioteca Virtual Otto Bier da Sociedade Brasileira de Imunologia foi estabelecida em 2008. Otto também é o patrono da cadeira 104 da Academia de Medicina de São Paulo.

## Publicações selecionadas
- Bacteriologia e Imunologia – Em Suas Aplicações à Medicina e à Higiene (1941);[3]
- Noções Básicas de Imunoterapia e Quimioterapia (1944);
- Imunologia Básica e Aplicada, com Ivan Mota, Wilmar Dias da Silva e Nelson Monteiro Vaz (1963);
- Microbiologia e Imunologia (1990).